# EM i banecykling 2016
Europamesterskaberne i banecykling 2016 var den syvende udgave af elitens EM i banecykling og fandt sted i Vélodrome de Saint-Quentin-en-Yvelines i Saint-Quentin-en-Yvelines, Frankrig, mellem 19. og 23. oktober.

## Program
Programmet indikerer kun finalerne.
| Dato                | Herrernes finaler                           | Damernes finaler                         |
| ------------------- | ------------------------------------------- | ---------------------------------------- |
| Onsdag 19. oktober  | 1 km tidskørsel, Scratch                    | 500 m tidskørsel, Udskilningsløb         |
| Torsdag 20. oktober | Holdsprint, Holdforfølgelse, Udskilningsløb | Holdsprint, Holdforfølgelse, Scratch     |
| Fredag 21. oktober  | Omnium                                      | Individuel forfølgelse, Keirin, Pointløb |
| Lørdag 22. oktober  | Sprint, Individuel forfølgelse, Pointløb    | Omnium                                   |
| Søndag 23. oktober  | Keirin, Madison                             | Sprint, Madison                          |

## Konkurrencer
| Mesterskab             | Guld                                                                                                | Guld                               | Sølv                                                                                              | Sølv                                   | Bronze                                                                                           | Bronze                             |
| ---------------------- | --------------------------------------------------------------------------------------------------- | ---------------------------------- | ------------------------------------------------------------------------------------------------- | -------------------------------------- | ------------------------------------------------------------------------------------------------ | ---------------------------------- |
| Herrernes konkurrencer | |                                    |                                                                                                   |                                        |                                                                                                  |                                    |
| Sprint                 | Pavel Jakusjevskij · Rusland (RUS)                                                                  | Pavel Jakusjevskij · Rusland (RUS) | Roy van der Berg · Holland (NED)                                                                  | Roy van der Berg · Holland (NED)       | Andrij Vynokurov · Ukraine (UKR)                                                                 | Andrij Vynokurov · Ukraine (UKR)   |
| Holdsprint             | Polen · Maciej Bielecki · Kamil Kuczynski · Mateusz Rudyk                                           | 36,504                             | Storbritannien · Jack Carlin · Ryan Owens · Joseph Truman                                         | 36,757                                 | Tyskland · Eric Engler · Robert Förstemann · Jan May                                             | 43,083                             |
| Individuel forfølgelse | Corentin Ermenault · Frankrig (FRA)                                                                 | 4.18,778                           | Filippo Ganna · Italien (ITA)                                                                     | 4.19,084                               | Dion Beukeboom · Holland (NED)                                                                   | 4.21,905                           |
| Holdforfølgelse        | Frankrig · Thomas Denis · Corentin Ermenault · Florian Maitre · Sylvain Chavanel · Benjamin Thomas  | 3.57,594                           | Italien · Filippo Ganna · Simone Consonni · Francesco Lamon · Michele Scartezzini · Liam Bertazzo | 3.58,871                               | Storbritannien · Matthew Bostock · Oliver Wood · Kian Emadi Coffin · Mark Stewart · Steven Burke | indhentede konkurrent              |
| Keirin                 | Tomáš Bábek · Tjekkiet (CZE)                                                                        | Tomáš Bábek · Tjekkiet (CZE)       | Andrij Vynokurov · Ukraine (UKR)                                                                  | Andrij Vynokurov · Ukraine (UKR)       | Charly Conord · Frankrig (FRA)                                                                   | Charly Conord · Frankrig (FRA)     |
| Omnium                 | Albert Torres · Spanien (ESP)                                                                       | 126 pt.                            | Gaël Suter · Schweiz (SUI)                                                                        | 123 pt.                                | Benjamin Thomas · Frankrig (FRA)                                                                 | 114 pt.                            |
| 1 km tidskørsel        | Quentin Lafargue · Frankrig (FRA)                                                                   | 1.00,685                           | Eric Engler · Tyskland (GER)                                                                      | 1.00,807                               | Tomas Babek · Tjekkiet (CZE)                                                                     | 1.00,966                           |
| Pointløb               | Niklas Larsen · Danmark (DEN)                                                                       | 83 pt.                             | Kenny De Ketele · Belgien (BEL)                                                                   | 53 pt.                                 | Raman Ramanau · Hviderusland (BLR)                                                               | 36 pt.                             |
| Scratch                | Gaël Suter · Schweiz (SUI)                                                                          | Gaël Suter · Schweiz (SUI)         | Adrian Teklinski · Polen (POL)                                                                    | Adrian Teklinski · Polen (POL)         | Wim Stroetinga · Holland (NED)                                                                   | -1 omgang                          |
| Udskilningsløb         | Loic Perizzolo · Schweiz (SUI)                                                                      | Loic Perizzolo · Schweiz (SUI)     | Christos Volikakis · Grækenland (GRE)                                                             | Christos Volikakis · Grækenland (GRE)  | Jiri Hochmann · Tjekkiet (CZE)                                                                   | Jiri Hochmann · Tjekkiet (CZE)     |
| Madison                | Spanien · Sebastián Mora · Albert Torres                                                            | 51                                 | Frankrig · Morgan Kneisky · Benjamin Thomas                                                       | 45                                     | Belgien · Kenny de Ketele · Moreno De Pauw                                                       | 44                                 |
| Damernes konkurrencer  | |                                    |                                                                                                   |                                        |                                                                                                  |                                    |
| Sprint                 | Simona Krupeckaitė · Litauen (LTU)                                                                  | Simona Krupeckaitė · Litauen (LTU) | Anastasija Vojnova · Rusland (RUS)                                                                | Anastasija Vojnova · Rusland (RUS)     | Tania Calvo · Spanien (ESP)                                                                      | Tania Calvo · Spanien (ESP)        |
| Holdsprint             | Rusland · Darja Sjmeleva · Anastasija Vojnova                                                       | 33,356                             | Spanien · Tania Calvo Barbero · Helena Casas Roige                                                | 33,425                                 | Litauen · Simona Krupeckaite · Migle Marozaite                                                   | 33,871                             |
| Individuel forfølgelse | Katie Archibald · Storbritannien (GBR)                                                              | 3.29,878                           | Justyna Kaczkowska · Polen (POL)                                                                  | 3.33,188                               | Anna Turvey · Irland (IRL)                                                                       | 3.36,591                           |
| Holdforfølgelse        | Italien · Elisa Balsamo · Tatiana Guderzo · Simona Frapporti · Silvia Valsecchi · Francesca Pattaro | 4.22,314                           | Polen · Justyna Kaczkowska · Katarzyna Pawłowska · Daria Pikulik · Nikol Plosaj · Lucja Pietrzak  | 4.27,845                               | Storbritannien · Emily Kay · Dannielle Khan · Manon Lloyd · Emily Nelson                         | 4.26,744                           |
| Keirin                 | Ljubov Basova · Ukraine (UKR)                                                                       | Ljubov Basova · Ukraine (UKR)      | Nicky Degrendele · Belgien (BEL)                                                                  | Nicky Degrendele · Belgien (BEL)       | Simona Krupeckaitė · Litauen (LTU)                                                               | Simona Krupeckaitė · Litauen (LTU) |
| Omnium                 | Katie Archibald · Storbritannien (GBR)                                                              | 141                                | Kirsten Wild · Holland (NED)                                                                      | 135                                    | Lotte Kopecky · Belgien (BEL)                                                                    | 131                                |
| 500 m tidskørsel       | Darja Sjmeleva · Rusland (RUS)                                                                      | 34,310                             | Pauline Grabosch · Tyskland (GER)                                                                 | 34,318                                 | Anastasija Vojnova · Rusland (RUS)                                                               | 34,483                             |
| Pointløb               | Kirsten Wild · Holland (NED)                                                                        | 25 pt.                             | Jolien D'Hoore · Belgien (BEL)                                                                    | 24 pt.                                 | Katarzyna Pawłowska · Polen (POL)                                                                | 14 pt.                             |
| Scratch                | Ausrine Trebaite · Litauen (LTU)                                                                    | Ausrine Trebaite · Litauen (LTU)   | Elinor Barker · Storbritannien (GBR)                                                              | Elinor Barker · Storbritannien (GBR)   | Kirsten Wild · Holland (NED)                                                                     | Kirsten Wild · Holland (NED)       |
| Udskilningsløb         | Kirsten Wild · Holland (NED)                                                                        | Kirsten Wild · Holland (NED)       | Katie Archibald · Storbritannien (GBR)                                                            | Katie Archibald · Storbritannien (GBR) | Laurie Berthon · Frankrig (FRA)                                                                  | Laurie Berthon · Frankrig (FRA)    |
| Madison                | Belgien · Jolien D'Hoore · Lotte Kopecky                                                            | 36                                 | Storbritannien · Emily Kay · Emily Nelson                                                         | 26                                     | Holland · Nina Kessler · Kirsten Wild                                                            | 22                                 |

- Konkurrencer der vises i en mørkere grå nuance er ikke-olympiske discipliner

## Medaljetabel
Værtslandet vises med lavendelblåt
| Placering | Land           | Guld | Sølv | Bronze | Total |
| --------- | -------------- | ---- | ---- | ------ | ----- |
| 1         | Frankrig       | 3    | 1    | 3      | 7     |
| 2         | Rusland        | 3    | 1    | 1      | 5     |
| 3         | Storbritannien | 2    | 4    | 2      | 8     |
| 4         | Holland        | 2    | 2    | 4      | 8     |
| 5         | Schweiz        | 2    | 1    | 0      | 3     |
| 6         | Litauen        | 2    | 0    | 2      | 4     |
| 7         | Belgien        | 1    | 3    | 2      | 6     |
| 8         | Polen          | 1    | 3    | 1      | 5     |
| 9         | Italien        | 1    | 2    | 0      | 3     |
| 10        | Spanien        | 2    | 1    | 1      | 4     |
| 10        | Ukraine        | 1    | 1    | 1      | 3     |
| 12        | Tjekkiet       | 1    | 0    | 2      | 3     |
| 13        | Danmark        | 1    | 0    | 0      | 1     |
| 14        | Tyskland       | 0    | 2    | 1      | 3     |
| 15        | Grækenland     | 0    | 1    | 0      | 1     |
| 16        | Hviderusland   | 0    | 0    | 1      | 1     |
| 16        | Irland         | 0    | 0    | 1      | 1     |
| Total     | Total          | 22   | 22   | 22     | 66    |